# Battlestar Pegasus
Battlestar Pegasus is een fictief ruimteschip uit het sciencefictionfranchise Battlestar Galactica. Het is naast de Galactica de bekendste battlestar van de 12 koloniën.

## Originele serie
Battlestar Pegasus verscheen voor het eerst in de originele serie in de tweedelige aflevering "The Living Legend".
Pegasus werd voornamelijk gebruikt voor het patrouilleren van de grenzen van de koloniale ruimte onder bevel van Commander Cain. Later nam de Pegasus deel aan de slag om Jol'Trata, waarin het schip zwaar beschadigd werd. Na het gevecht werd het schip gevonden door Battlestar Athenia en meegenomen naar Caprica voor reparaties. Twee jaar voor de vernietiging van de 12 koloniën was de Pegasus betrokken bij de slag om Molokai. De slag was een nederlaag voor de mensheid, en de Pegasus overleefde als enige schip de slag. Wetende dat de weg naar huis werd versperd door Cylons, besloot de bemanning van de Pegasus de ruimte in te vliegen.
Later in de serie keerde de Pegasus nog eenmaal terug om de Galactica bij te staan in de strijd tegen de Cylons. De Pegasus vernietigde twee basisschepen van de cylons. Wat er met het derde basisschip en met de Pegasus gebeurd is, is tot op de dag van vandaag onduidelijk.

## Nieuwe serie
Een nieuwe versie van de Pegasus werd gezien in de nieuwe serie uit 2004. Deze versie van de Pegasus maakte zijn debuut in de gelijknamige aflevering, en bleef in de serie tot aan de dubbele aflevering Exodus. Het schip speelde een belangrijke rol in de afleveringen "Resurrection Ship" en "The Captain's Hand".
Deze versie van de Pegasus was een Mercury Class Battlestar onder bevel van admiraal Helena Cain ten tijde van de Cylonaanval op de 12 koloniën. Pegasus kon net als de Galactica ontsnappen aan de vernietiging van de koloniën. Zes maanden na de vernietiging legde het schip contact met de Galactica. In die zes maanden daarvoor had de Pegasus geregeld kleine aanvallen uitgevoerd op de Cylons op bevel van admiraal Cain, die een grote haat koesterde tegen de Cylons.
De Pegasus werd vernietigd in seizoen 3 door een Cylon Basestar.
De geschiedenis van de Pegasus werd verder uitgediept in de televisiefilm Battlestar Galactica: Razor.